# Jubbah
Jubbah (جبة) ist eine durch ihre Datteln bekannte Wüstenoase in der saudi-arabischen Region Ha’il, etwa 80 km über die Straße 65 von der Hauptstadt Ha’il aus zu erreichen. Der Raum besitzt große Grundwasservorkommen, die zur Bewässerung von ausgedehnten Agrarflächen verwendet werden. Jubbah liegt im Gebiet eines früheren Sees, der mindestens 20 km mal 4 km groß war und dessen Ausdehnung heute an seinen nördlichen, südlichen und östlichen Grenzen unter windgepeitschtem Sand verborgen ist. Die Felsen im Westen haben bewirkt, dass die vorherrschenden Westwinde eine sandfreie Senke hinterlassen haben, die in vergangenen Feuchtperioden mit Wasser gefüllt war.

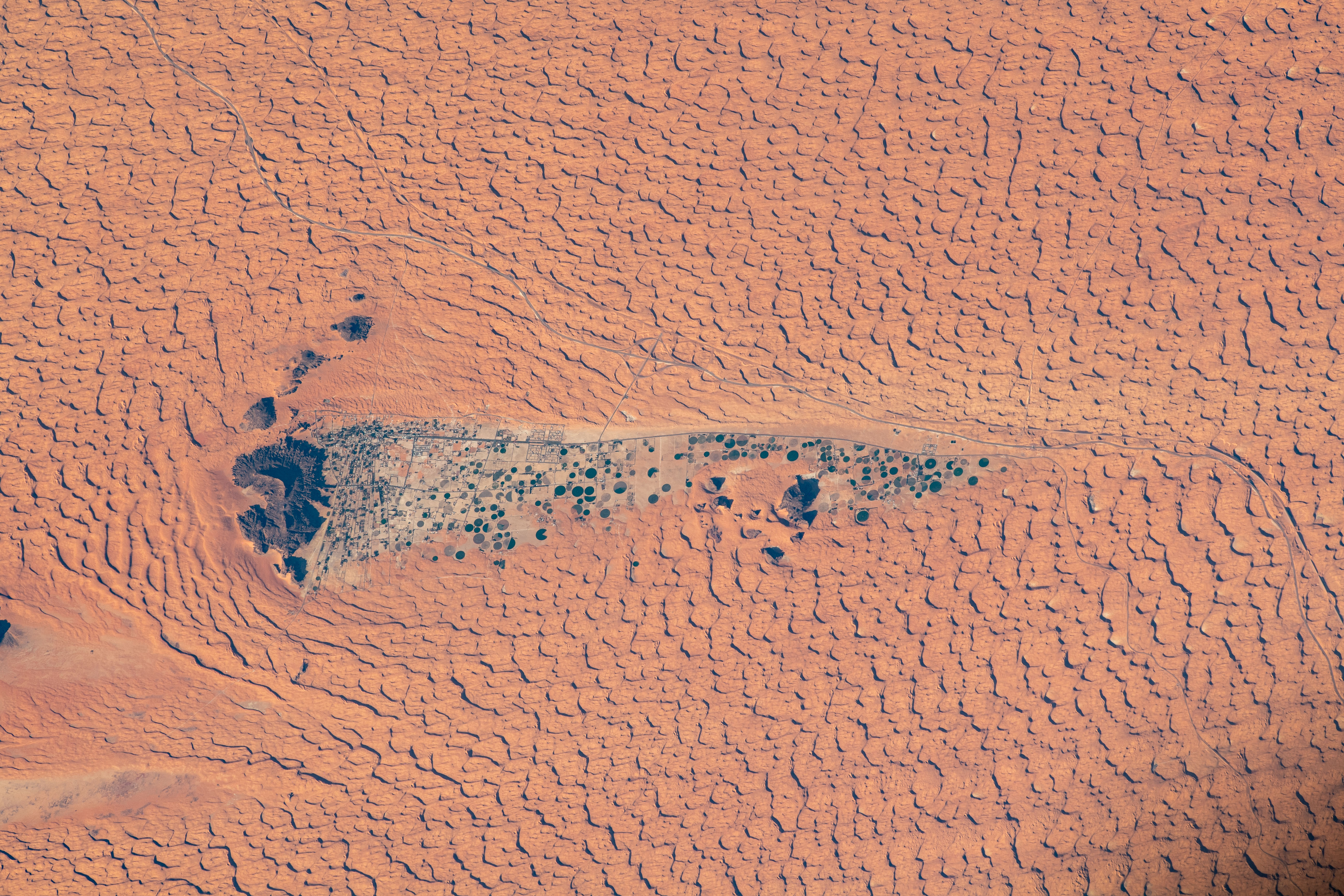
Oase Jubbah in der Nefud-Wüste. Die Petroglyphen und das Museum befinden sich in den Felsen links, die kreisrunden Bewässerungskulturen sind in der Oase deutlich zu erkennen. ISS-Aufnahme vom 20. Oktober 2020

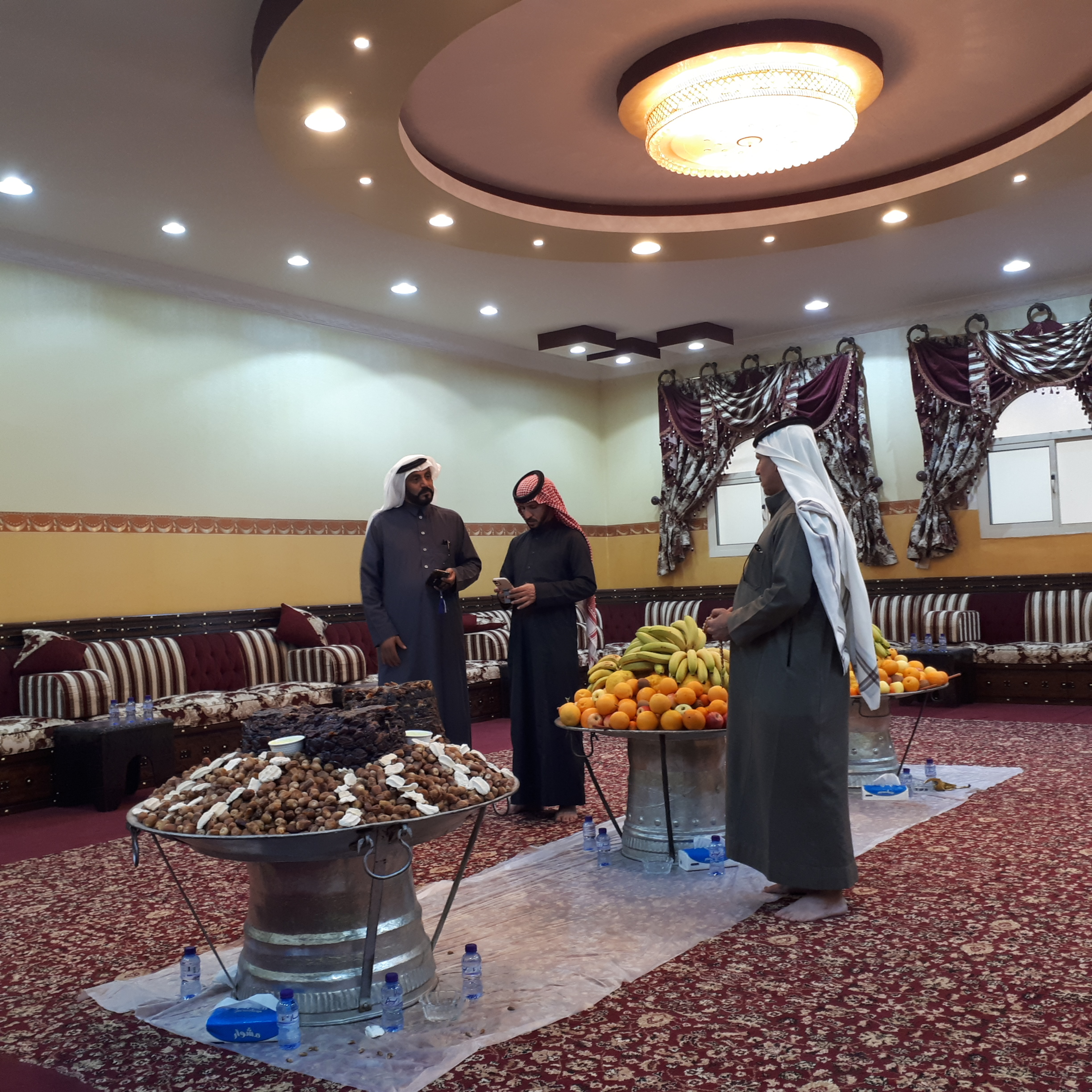
Empfangsraum in einem Privathaus

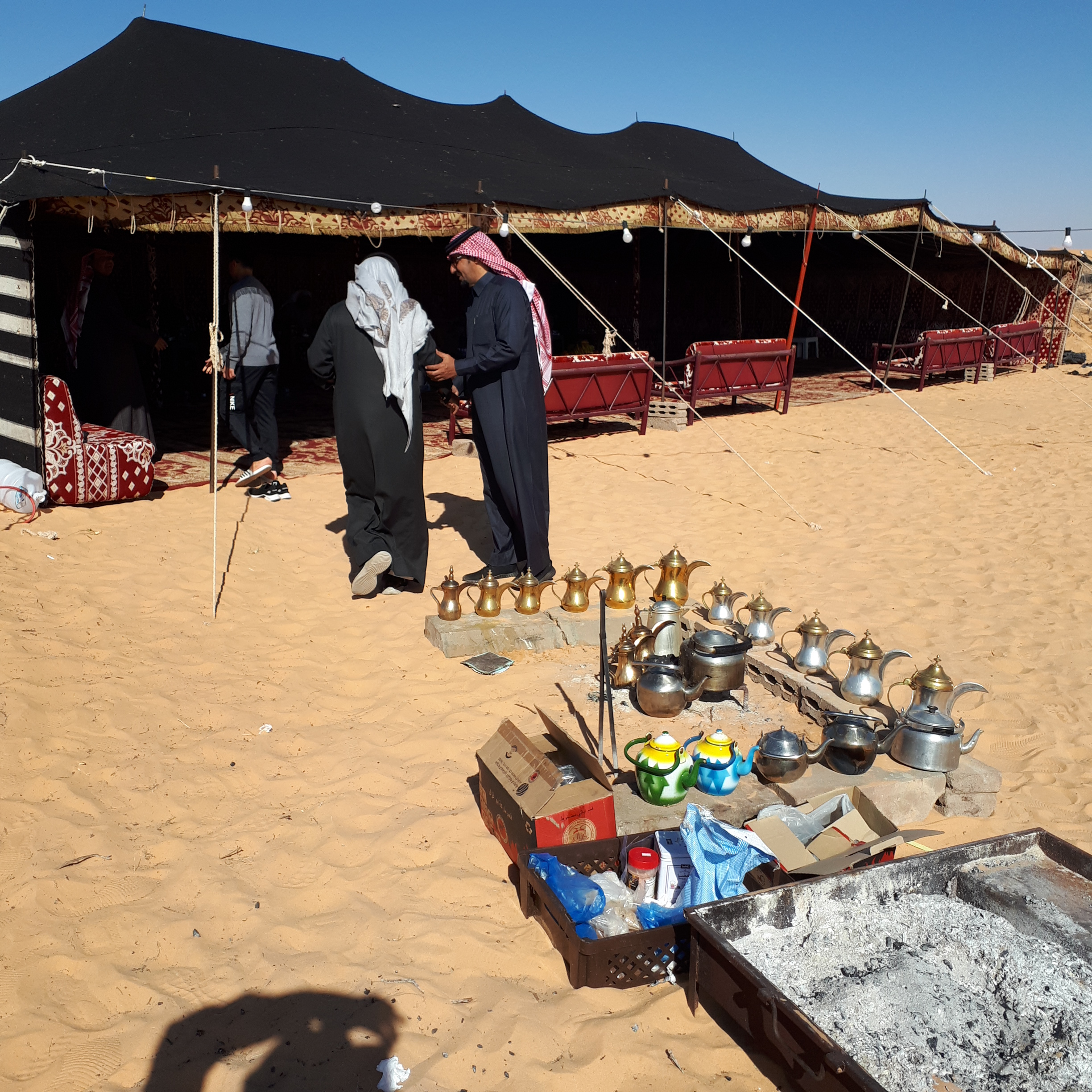
Gasthaus in einem Wüstenzelt

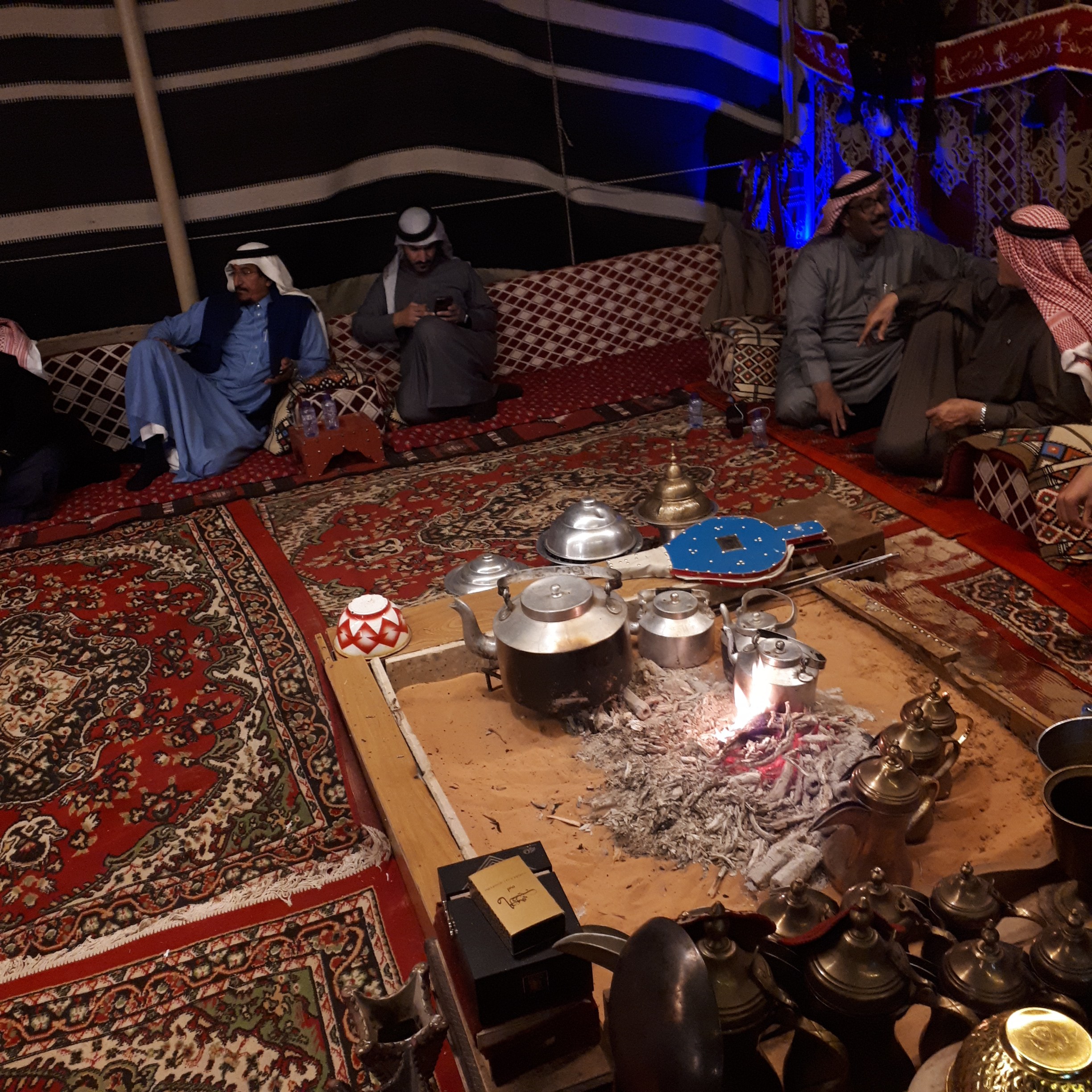
Frühstück in einem Wüstenzelt

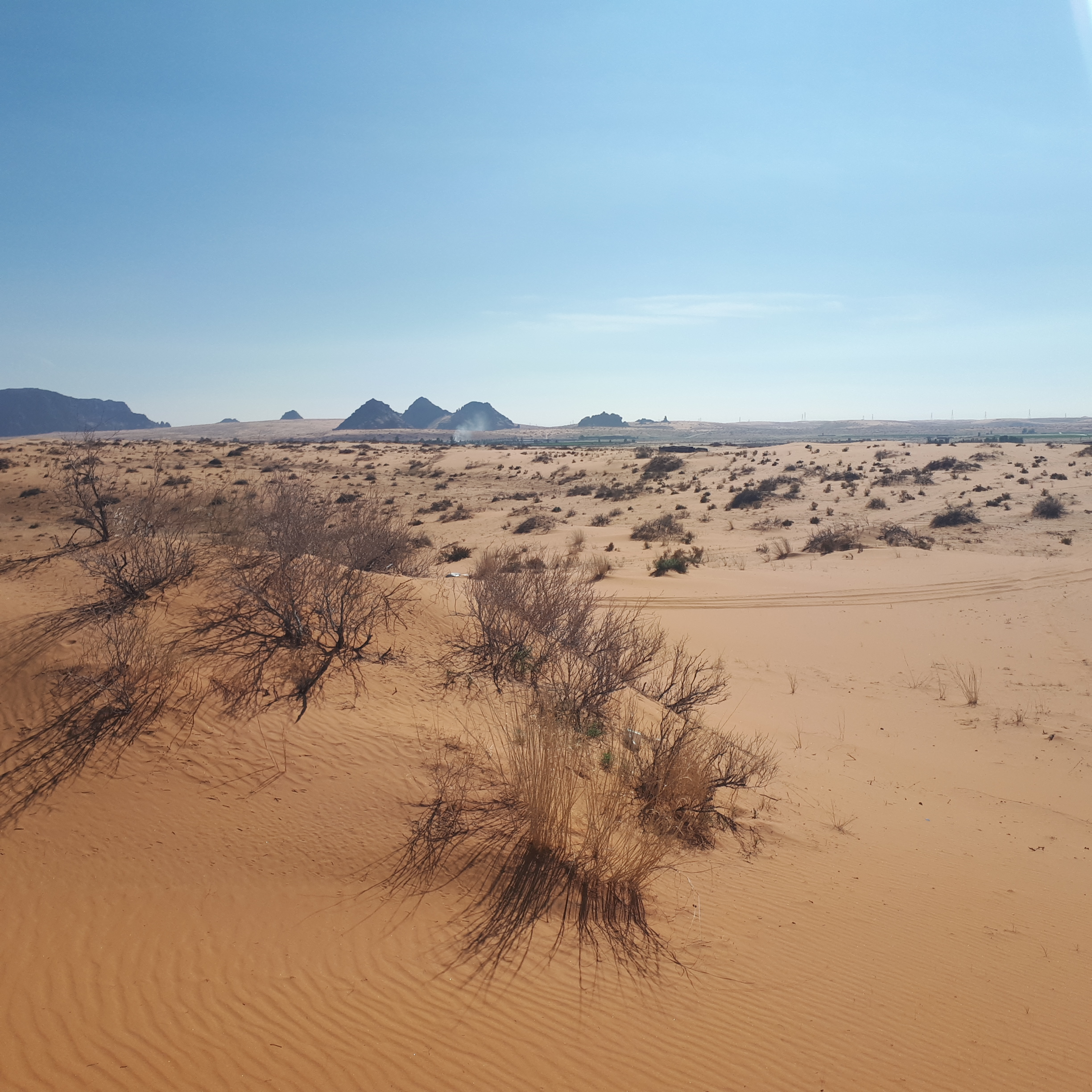
Blick über die Wüste beim UNESCO-Weltnaturerbe

Jubbah: weist 5.622 Einwohner auf (2022) und ist in ganz Saudi-Arabien bekannt durch seine hervorragenden Agrarprodukte (vor allem Datteln, Gemüse, Obst, Gerste) und die sprichwörtliche Gastfreundschaft der Einwohner. Regelmäßig finden in Jubbah Treffen von Persönlichkeiten aus der Politik, Wirtschaft, Wissenschaft und Regierungsministerien statt. Die Treffen in den zahlreichen luxuriösen Privathäusern oder in großen Wüstenzelten, die als Gasthäuser dienen, finden zum Gedankenaustausch zwischen Entscheidungsträgern statt.
Der Siedlungsraum dürfte sehr alten Ursprungs sein, nach einigen Archäologen bis zu 7000 Jahre alt. Darauf weisen die berühmtesten vorislamischen und prähistorischen Petroglyphenstätten Saudi-Arabiens hin. Sie wurden im Jahr 2015 zum UNESCO-Weltkulturerbe ernannt. Ähnliche Fundstätten sind in Sakaka und Al-'Ula vorhanden.
Die ältesten Felsinschriften stammen aus dem Jahr 5500 v. Chr., als das Gebiet ein Binnensee mit einer Fauna aus Steinböcken, Oryxantilopen und domestizierten Tieren war.
Verschiedene Inschriften im vorarabischen Alphabet aus der Thamūd -Kultur stammen aus dem Jahr 1000 v. Chr., das geschützte kulturhistorische Gelände umfasst etwa 39 km².

Der Raum ist Teil der Wüste Al Nafud, die insgesamt 290 km lang und 225 km breit ist und eine Fläche von über 103.000 km² einnimmt. Er ist bekannt für seine plötzlichen heftigen Winde, die für die großen halbmondförmigen Dünen verantwortlich sind. Der Sand des Erg besitzt eine ziegelrote Farbe.

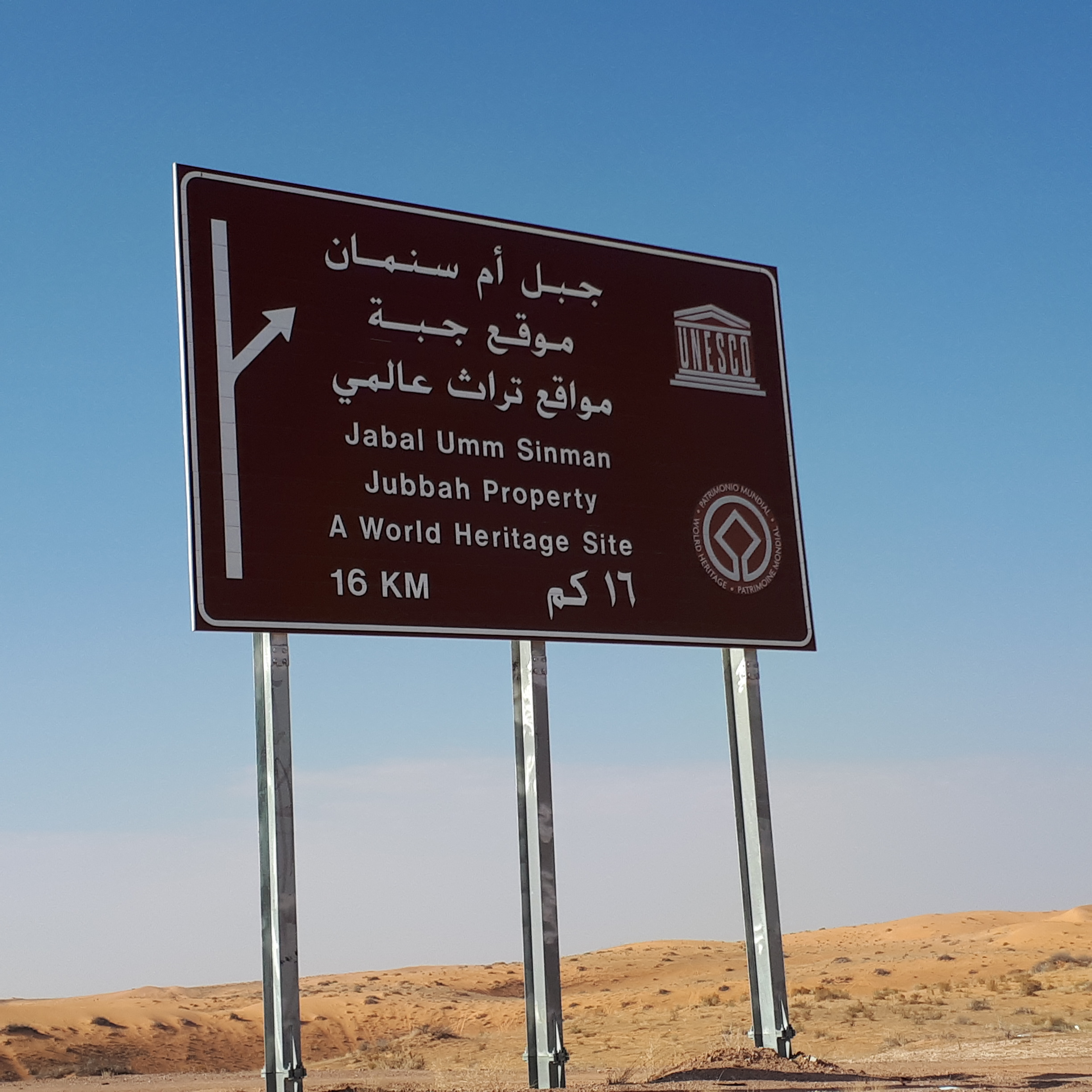
Wegweiser zum UNESCO-Weltkulturerbe